# Nýtovaný most přes Opavu (Krnov)
Most přes řeku Opavu je silniční ocelový příhradový nýtovaný most na ulici Opavská v Krnově v okrese Bruntál, katastrální území Krnov-Horní Předměstí v části obce Pod Bezručovým vrchem, silnice I/57. Secesní most je dokladem zachovalé elegantní a kvalitní mostní stavby s technicko-estetickým řešením ocelové konstrukce se secesním tvaroslovím. Most byl 25. ledna 2007 Ministerstvem kultury České republiky prohlášen kulturní památkou Česka.

## Historie
Při regulaci řeky Opavy v Krnově na přelomu 19. a 20. století byl nahrazen původní kamenný most, který spojoval vlastní město s Opavským Předměstím, novým secesním ocelovým mostem o jednom poli. V době otevření nesl jméno Říšský most. Tvoří jednu z dominant města a svým moderním pojetím v dané době zvýšil prestiž města. Ocelový most byl vyroben v železárnách bratří Kleinů v Sobotíně. Na secesním odlitku čela mostu je nápis:
Eisenwerk Zöptau 1900

V době druhé světové války jako jediný zůstal neporušen. V době zhotovení měl most nosnost 17 tun, ale postupem doby byla na něm omezena doprava a snížená nosnost dopravních prostředků pod 3,5 tuny. Dalším omezením z důvodů havarijní situace bylo uzavření lávek pro pěší. V roce 2007 byl most prohlášen kulturní památkou. V letech 2014–2015 byl most podroben generální rekonstrukci a 31. července 2015 byl znovu otevřen. Opravu provedla firma SWIETELSKY stavební s. r. o. Celkové náklady dosáhly hodnoty osm milionů korun.

## Popis
Most je silniční ocelová nýtovaná příhradová stavba o jednom poli usazená na opěrách z lomového kamene. Hlavní nosníky dělí jízdní část na tři koridory. Středový koridor je určen pro vozidla, dva postranní koridory jsou určeny pro pěší. Lehce klenuté nýtované nosníky jsou členěny svislicemi a diagonálami na deset polí. Čela mostu zdobí secesní odlity s plastickými volutami a nápisem s datací. Kovové zábradlí je členěno profilovanými vertikálními příčkami. Původní vozovku tvořily žulové kostky.
Při rekonstrukci bylo odstraněno 25 tun zkorodovaného materiálu a nahrazeno 30 tunami nového materiálu. Most byl opět nýtován, při tom bylo vyměněno na 3 500 nýtů (celkový počet 11 000 nýtů). Ocelové deskové části mostovky byly nahrazeny železobetonovou deskou, chodníková část má ocelové chodníky. Most byl nově natřen a současně byly provedeny další práce jako např. oprava navazujících chodníků, přeložka vodovodního řádu, instalace osvětlení podle dobových fotografií.
Most o jednom poli je celkem dlouhý 27 metrů, široký 11 metrů, má nosnost 17 tun.